# AS–500D

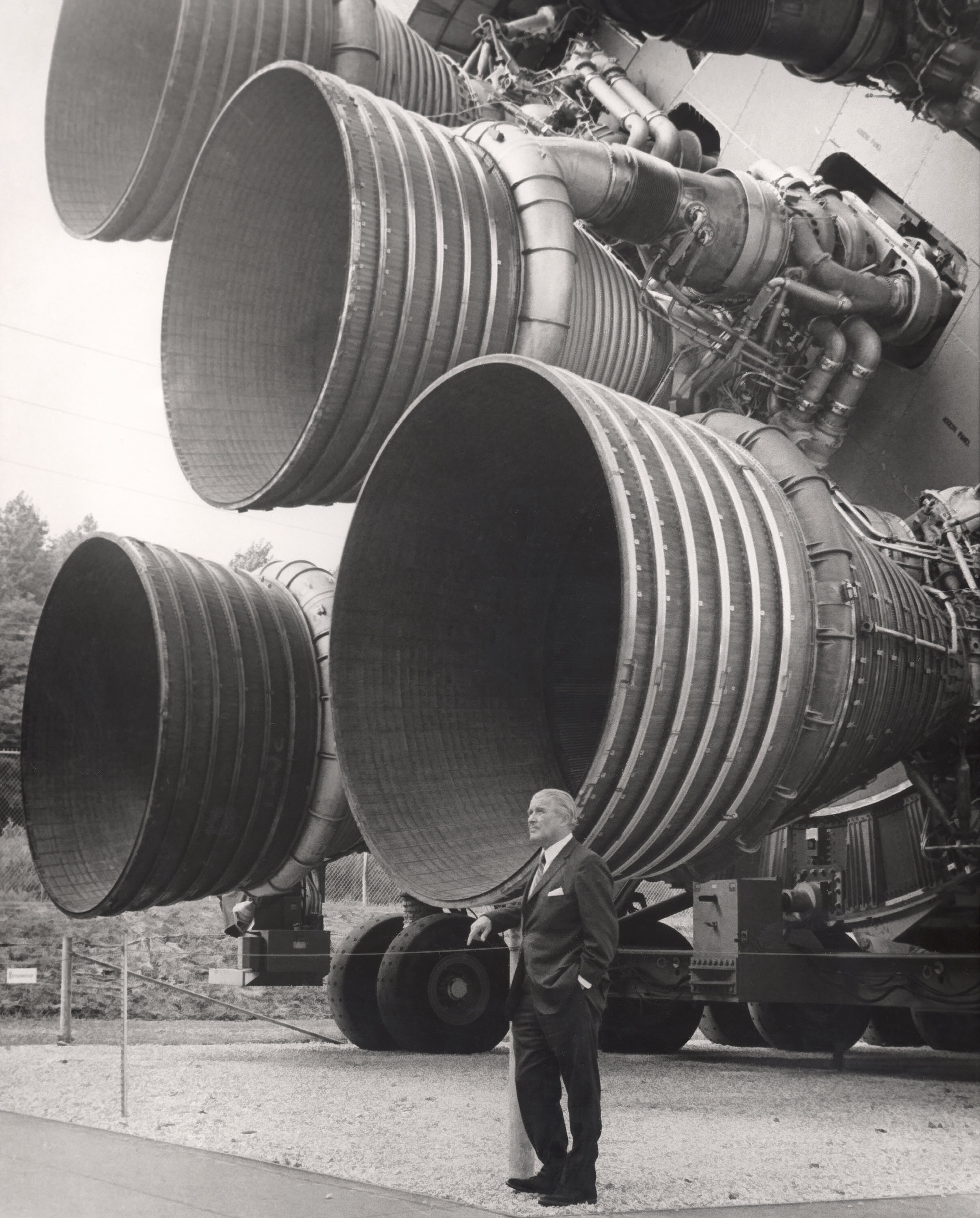
Wernher von Braun – a rakéta tervezője – szolgál élő referenciaként a kiállított AS–500D első fokozatának hajtóművei mellett

Az AS–500D a NASA Saturn V rakétájának működőképes prototípusa volt, amelyet arra használtak, hogy felmérjék a rakétafokozatok viselkedését, elsősorban a vibrációt, amelynek a majd későbbi repülőképes példányok voltak kitéve a felbocsátások során. Ez volt a legelső életnagyságú óriásrakéta, amelyet a Marshall Űrközpontban építettek az Apollo-programban. Az AS–500D, karöltve az AS–500F-fel volt az az előkészítő lépcső a rakétafejlesztésben, amellyel a végleges, repülésre kész rakétákat előkészítették működési, illetve repülésre való előkészítési (összességében műveleti) oldalról.
Az óriásrakéta tesztelésére felépítettek egy öt lépcsőből álló tesztsorozatot, amelynek negyedik lépése volt, hogy hogyan viselkedik a rakéta szerkezete működés közben. Erre a célra az alabamai Marshall Űrközpontban építettek egy próbapadot, amelyre felszerelve az egyes rakétafokozatokat, vagy akár az egész űrszerelvényt, vizsgálhatták az azt érő hatásokat A tesztnek nem volt része az Apollo űrhajó, vagy a holdkomp bevonása, ezért a próbák során mindkettő helyett tömeg és mérethű, de működésképtelen életnagyságú makettekkel helyettesítették az igazi példányokat. A tesztek három különböző formában mentek végbe: előbb csak a rakéta harmadik fokozatával és az űrhajómakettekkel végeztek hajtómű indításokat, majd a második lépcsőben a második fokozatot is felszerelték a próbapadra és azt a repülési fázist tesztelték, amikor az első fokozat már levált, a harmadik lépcsőben a teljes kiépítésű rakéta volt a próbapadra vonva és a start és közvetlen azt követő viselkedést szimulálták. A próbák során a rakétát hidropneumatikus tartógerendákra rögzítették és rázóteszteknek vetették alá, valamint a beindított hajtóművekkel vizsgálták a szerkezetet érintő rezgéseket, illetve azt, hogy azok mennyire vannak egy-egy tűréshatáron belül, vagy kívül. Az összetett mérések során figyelték a rakéta hosszirányú, keresztirányú és torziós elváltozásait.
Az első konfiguráció tesztjeit 1966. november 30-án kezdték, majd 1968 január-március során bonyolították le a próbák többségét. A II-es konfiguráció kisebb késéssel kezdődött, majd a III-as konfiguráció próbái 1967. augusztus 3-ig folytak, amelyek során összesen 450 órányi kvázi repülési idő gyűlt össze és 800 mérési pontról kaptak a mérnökök információkat. A tesztet a NASA sikeresnek ítélte, amely alapján következhetett a nagyrakéta első valós felszállása az űrbe, az Apollo–4 repülésen három hónappal később.

## Előzmények
A két szuperhatalom között az 1950-es, 1960-as években kibontakozó hidegháború egyik nagy presztízsű csatája volt az űrverseny, amelyben az USA és a Szovjetunió egymásra licitálva igyekezett olyan űrteljesítményeket végrehajtani, amelyekkel országa technológiai felsőbbrendűségét hirdethették. A Szputnyik–1 1957. október 4-i felbocsátásával a Szovjetunió szerezte meg a vezető szerepet ebben a versenyben és hosszú ideig meg is tartotta, mivel egyre másra neki sikerült először teljesíteni egy-egy nevezetes cél, így először juttatni élőlényt az űrbe, először érni el a Holdat űreszközzel, először érni el egy másik bolygót. Az ember világűrbe juttatásai is a szovjetek nevéhez fűződött, amikor 1961. április 12-én Föld körüli pályára állították Jurij Gagarint a Vosztok–1 űrhajóban. A sorozatos vereségek és különösen a legnagyobb jelentőségű akció, az ember űrbe juttatása arra sarkallta az Egyesült Államok újdonsült elnökét, John F. Kennedyt, hogy kitűzzön egy elképzelhetetlenül merész feladatot, amely elhomályosítja majd a kezdeti orosz teljesítményeket és általa országa megszerezheti a vezető szerepet az űrteljesítményeket illetően. Ez a feladat a holdra szállás volt 9 éven belül (és ennek megvalósítására elindították az Apollo-programot.
Kennedy politikai akciója olyan kétségbeesett volt, hogy lényegében csak a cél létezett, sem a megvalósításhoz szükséges személyi, sem a technikai feltételek nem voltak adottak sőt, még koncepció szinten sem volt senkinek fogalma, hogyan lehet végrehajtani egy holdra szállást. A feladat végrehajtását a NASA kapta, ahol annak meghatározása volt az első cél, hogy milyen módszerrel lehet elérni a Holdat. Kezdetben egyszerűbb, ám technikailag lényegében kivitelezhetetlen verziók fogalmazódtak meg és az első követelmény meghatározások (az űrhajóval és a hordozórakétával szemben) e szerint születtek is meg. A fő probléma a feljuttatandó tömeg volt. Számítások szerint a kezdeti koncepciók (Direkt leszállás és EOR koncepció) véghez viteléhez olyan gigantikus tömeget (űrhajó, üzemanyag és az annak befogadásához és szállításához szükséges űrhajószerkezet) kellett volna feljuttatni, amelyhez a rakétatechnológia nem tudott volna felnőni, különösen nem 9 év alatt (Wernher von Braun kezdeti számításai több száz tonnával kalkuláltak akkor, amikor a Mercury-program éppen zajló startjainál egy másfél tonnás űrhajó Föld körüli pályára állítása is gondokba ütközött). Az egyik űripari beszállító, a Grumman mérnökei találták meg a megoldást, az ún. LOR koncepciót, amely drámaian lecsökkentette a felbocsátandó tömeget. Ezzel a követelmények illeszthetők voltak egy tervezés alatt álló, azaz megvalósíthatónak hitt hordozórakéta kapacitásához. Ez a rakéta volt a Wernher von Braun tervezőasztalán születő Saturn V rakéta.

### A Saturn V fejlesztése

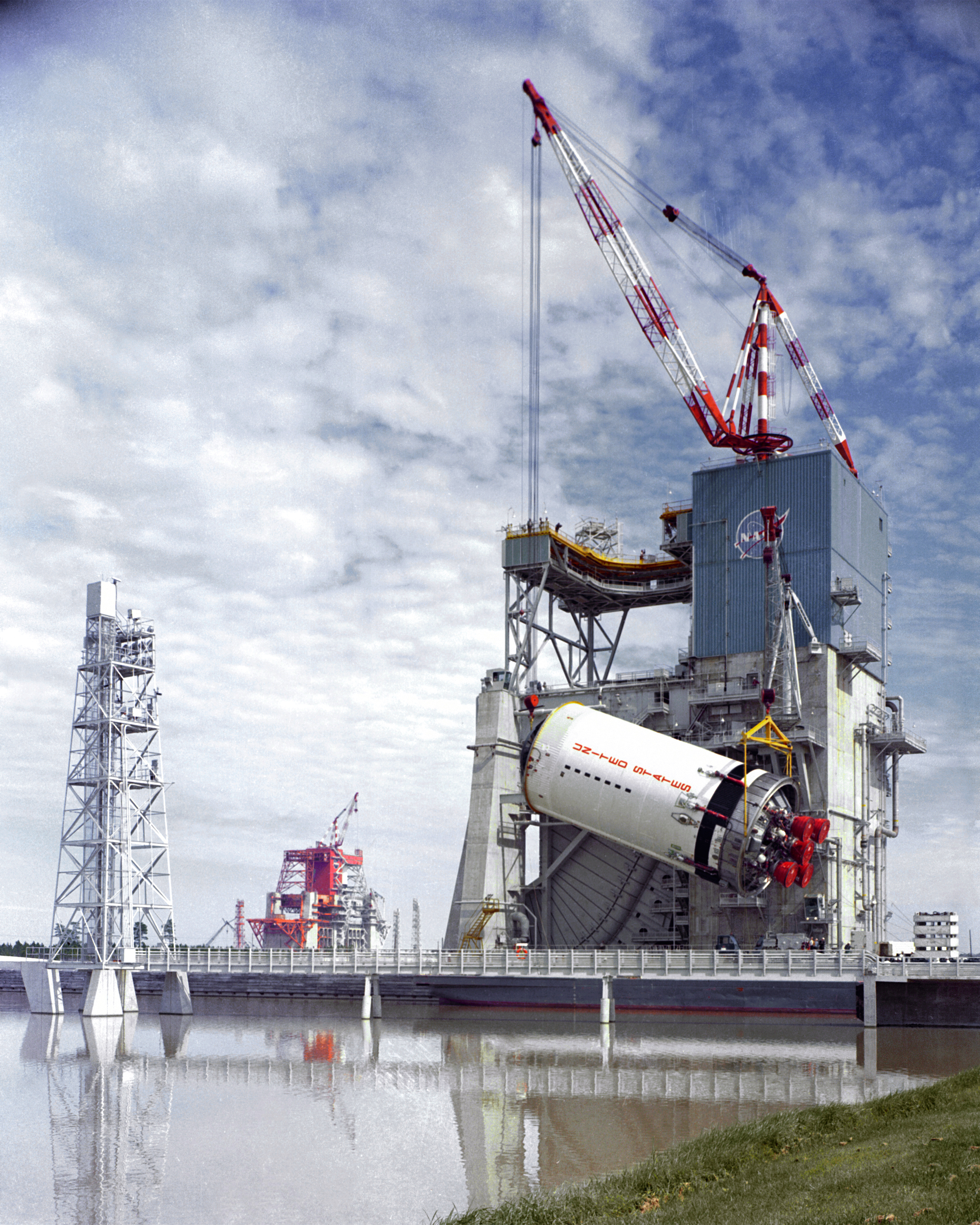
Az S-II-t emelik be a Mississippi Test Részlegben az A–2 jelű próbapadra

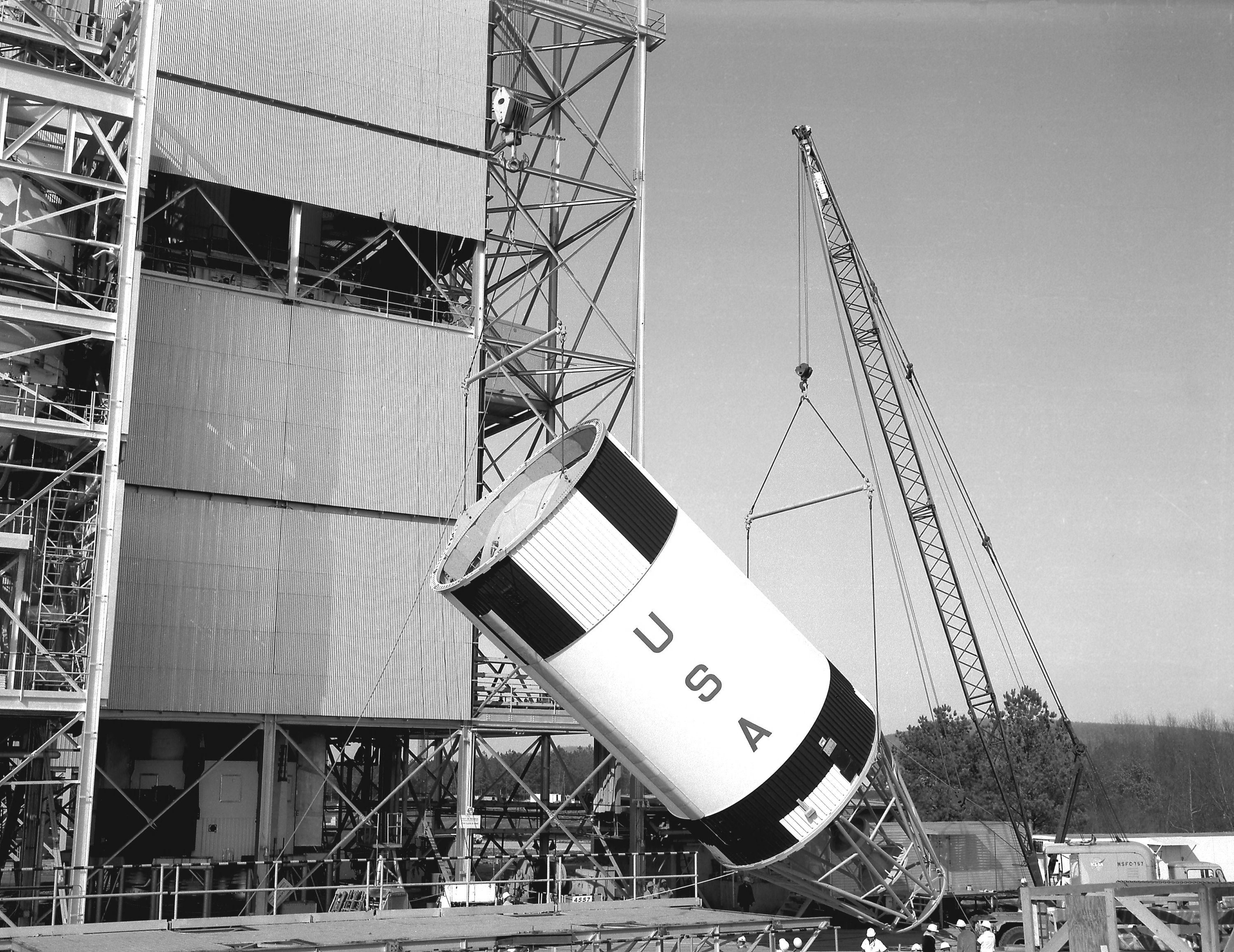
Egy S-IVB fokozat érkezik teszteléshez

A holdra szálláshoz szükséges kapacitású rakéta fejlesztése még 1956-ban kezdődött, amikor az amerikai hadsereg olyan nehézrakéták fejlesztésére írt ki megbízást, amellyel új típusú kommunikációs és egyéb műholdakat (értsd: kémműholdakat) kívántak Föld körüli pályára állítani. A hadügyminisztérium erre szakosodott szervezete, az ARPA kapta a feladatot, hogy fogalmazza meg és írja ki a követelményeket: a rakétának 9000–18 000 kilogramm tömegű űreszközt kellett tudnia Föld körüli pályára állítani és 2700–5400 kilogrammos tömeget szökési sebességre gyorsítani. A követelményeknek alapot adó számítások szerint a leendő rakéta első fokozatának tolóereje meg kellett haladnia a 6700 kN értéket, ami messze meghaladta minden, akkoriban létező rakéta tolóerejét. Ezt a problémát úgy próbálták terv szinten áthidalni, hogy az egy rakéta(fokozat)=egy hajtómű kialakítás helyett az ún. cluster (csokorba kötött) kialakítást javasolták, azaz egy fokozatba egymás mellé több hajtóművet is szereltek volna. Ezt az elképzelést a létező legkorszerűbb harci rendeltetésű rakéták, a Jupiter hordozórakéták analógiáján Super-Jupiter, vagy Super-Juno néven kezdték el tervezni.
A Jupiter név helyett nemsokára – jelezve, hogy mér nem ugyanarról a rakétáról van szó, hanem annak egy teljesen átalakult, önálló új verziójáról – a Saturn néven kezdték jegyezni az új projektet, mintegy jelezve, ahogy a bolygók között is a Szaturnusz követi a Jupitert, így követi a rakéták sorában is hasonló néven az egyik a másikat. 1957. október 7-én az űrhajózás tekintetében mindenképpen, de sok más egyéb tekintetben megváltozott a politikai felfogás a világűr felhasználása iránt, amikor a Szputnyik–1 Föld körüli pályára állt. A szovjet kihívásra válaszul Eisenhower elnök megalapította a NASA-t és az új szervezet megkapta a további összes rakétafejlesztés koordinációjának szerepét. A NASA felülvizsgált minden rakétafejlesztést, amelynek folyamatában a Silverstein-bizottság – a többi egyéb rakétafejlesztés mellett – meghatározta a Saturn rakéták lehetséges fejlesztési irányait is. A különböző lehetséges első, második és harmadik fokozatok, hajtóművek variálásával egész rakétacsalád jött létre papíron. Így került a lehetséges fejlesztések közé a kisebb kapacitású Saturn I, illetve a legmerészebb kiépítésű, mindenben a legnagyobb kapacitású Saturn V változat. A fejlesztésekkel Wernher von Braun csapatát bízták meg.
Nagyjából a rakéták NASA fennhatóság alá kerülésével egy időben derült ki, hogy a kémműholdak, vagy az atom robbanófejek területén végbement miniatürizálás szinte nem várt eredményeket hozott és már a hadseregnek nincs szüksége a hirtelen aránytalanul erőssé vált rakétákra, ehelyett ezekre, mint űrrakéta lesz szükség. Ezt erősítette meg Kennedy elnök bejelentése a holdra szállásról, amely pontosan az ilyen hatalmas kapacitású űreszközöket tette szükségessé. A koncepciótervek véglegesítésekor kialakult két fő irány. Az egyik Saturn I néven egy kisebb rakéta, amely egy nyolc H–1 jelű hajtóművet tartalmazó első fokozatból, az S-I-ből és egy hat RL10 hajtóművet magába foglaló második fokozatból, az S-IV-ből állt (később ennek továbbfejlesztéséből jött létre a Saturn IB). A kisebb rakéta mintegy 9100 kilogrammnyi tömeget volt képes Föld körüli pályára állítani, míg kb. 2200 kilogrammot a Holdhoz eljuttatni. A másik fejlesztési ág a maximum kialakítású változat, a Saturn V létrehozása volt, amelyben mindenből a legerősebb és legnagyobb kapacitású rakétakomponens kapott helyet. A tervek szerint a Saturn V első fokozata, az S-IC öt, még csak a rajzasztalon létező F–1 hajtóművet kapott volna, amelyre aztán ráépítették volna a szintén forradalmi S-II fokozatot, amely szintén öt, hidrogén-oxigén hajtású J–2 hajtóművet kapott és ennek tetejébe ültettek egy harmadik fokozatot, az S-IVB-t, amely egyetlen J–2-es hajtóművével 140 000 kg-ot kellett Föld körüli pályára és 48 600 kilogrammot a Holdhoz juttatnia.
A tervezés az alabamai Marshall Űrközpont feladatkörébe került, magát a tervezés koordinálást pedig Wernher von Braun kapta. A huntsville-i NASA központban öltött testet a rakéta. A tervezés hivatalosan 1962. január 10-én kezdődött, még C–5 típusjel alatt és 1963 elején jelölték ki, mint az Apollo–programban használt hordozóeszköz, onnantól Saturn V néven futott tovább a végtermék. Számos járulékos beruházás (például a Marschall Űrközpontban épült próbapadok, amelyeken az új, példátlan erejű F–1 hajtóművek kipróbálhatóak voltak) után a rakéta 1967 közepére öltött testet. A gyártását szétszórta a NASA a különböző űripari szereplők között, így az S-IC-t a Boeing készítette a NASA Michoud Összeszerelő Üzemében, az S-II-t a North American Seal Beachen, Kaliforniában, míg az S–IVB-t a Douglas építette. Az óriásrakéta 121 méter magas volt, a tömege 2 950 000 kg, bár a végeredmény kissé elmaradt a tervektől, Föld körüli pályára csak 118 000 kg, a holdhoz pedig 41 000 kg tömeg eljuttatására volt képes. A repülések előtti kipróbálása egy ponton kétfelé ágazott: az egyik irány a rakéta teljesítményének, működésének próbapadon történő tesztje volt, amely az AS–500D jelet kapta, míg a másik irány a rakéta összeszerelésének, a köré szerveződött infrastruktúra használhatóságának tesztelése volt, amely az AS–500F jellel futott tovább.

## A teszt

### Az előkészületek
A Satrun V rakéta tervezésének része volt az a folyamat, amelynek során a tervezőknek számba kellett venni mindazt a hatást, amely a rakétát éri majd az összeszereléstől kezdve a Hold eléréséig és ezeknek a hatásoknak való megfelelést is látniuk kellett. Ennek a célnak megfelelően öt különböző modellt állítottak fel és ennek megfelelően öt repülés előtti konfigurációban kívánták vizsgálni a rakétát. Az öt konfiguráció a következő volt:
- egy ún. „csatahajó tesztmodell” (ezt a terminológiát a rakétatervezésben arra használták, amikor egy működőképes, de a véglegesnél egyszerűbb prototípuson hajtottak végre próbát, ez volt a működésképtelen életnagyságú makett ellentéte), amellyel az egyes fokozatokat próbálták ki, elsősorban a hajtóműindításra fókuszálva, illetve felderítve a lehetséges tervezési javítási lehetőségeket[4]
- egy strukturális tesztmodell, amelyben a rakéta szerkezetének ellenállóságát tesztelték feltöltött állapotban, illetve a működés során tapasztalt hőmérsékleti körülmények között, illetve vizsgálták az egyes rakétafokozatok merevségét.[5]
- AS–500F, azaz egy összeszerelhetőségi teszt, amelynek során felmérték az összeszerelés, a szállítás és a startelőkészítés hatásait mutatta a rakéta vonatkozásában[6]
- AS–500D, egy strukturális tesztmodell, amelyben a rakéta hajlíthatóságát és vibrációs karakterisztikáját vizsgálhatták (a rakéta 33,9MN tolóereje komoly rázkódásokat keltett és fontos volt látni, hogy nem rázza-e szét a hajtómű a rakéta egész szerkezetét repülés közben[7]
- AS–500T, egy teljes, minden rendszerében működőképes modell, amelyen statikus hajtóműpróbákat lehet végezni minden repülési konfigurációra

Az AS–500D tehát a negyedik lépcsője volt a rakéta tesztelésének, kipróbálásának, mielőtt következhetett a valós próba, az első tesztrepülés. A tesztek teljes egészében csak a Saturn V rakétára irányultak, ezért az Apollo űrhajó és a holdkomp helyét egy méret- és tömeghű, de működésképtelen makettel, az űrhajó esetében a BP–27 (BP-azaz boilerplate, működésképtelen makett), a holdkomp esetében pedig az LTA–2 (LTA, azaz Lunar Test Article, Holdi Próbagyártmány) került beépítésre az összetettebb kiépítésű próbákon.
A tesztkövetelmények megfogalmazása mentén megkezdődött a tesztek tárgyát képező Saturn V fejlesztése, összeállítása

#### Apollo makett

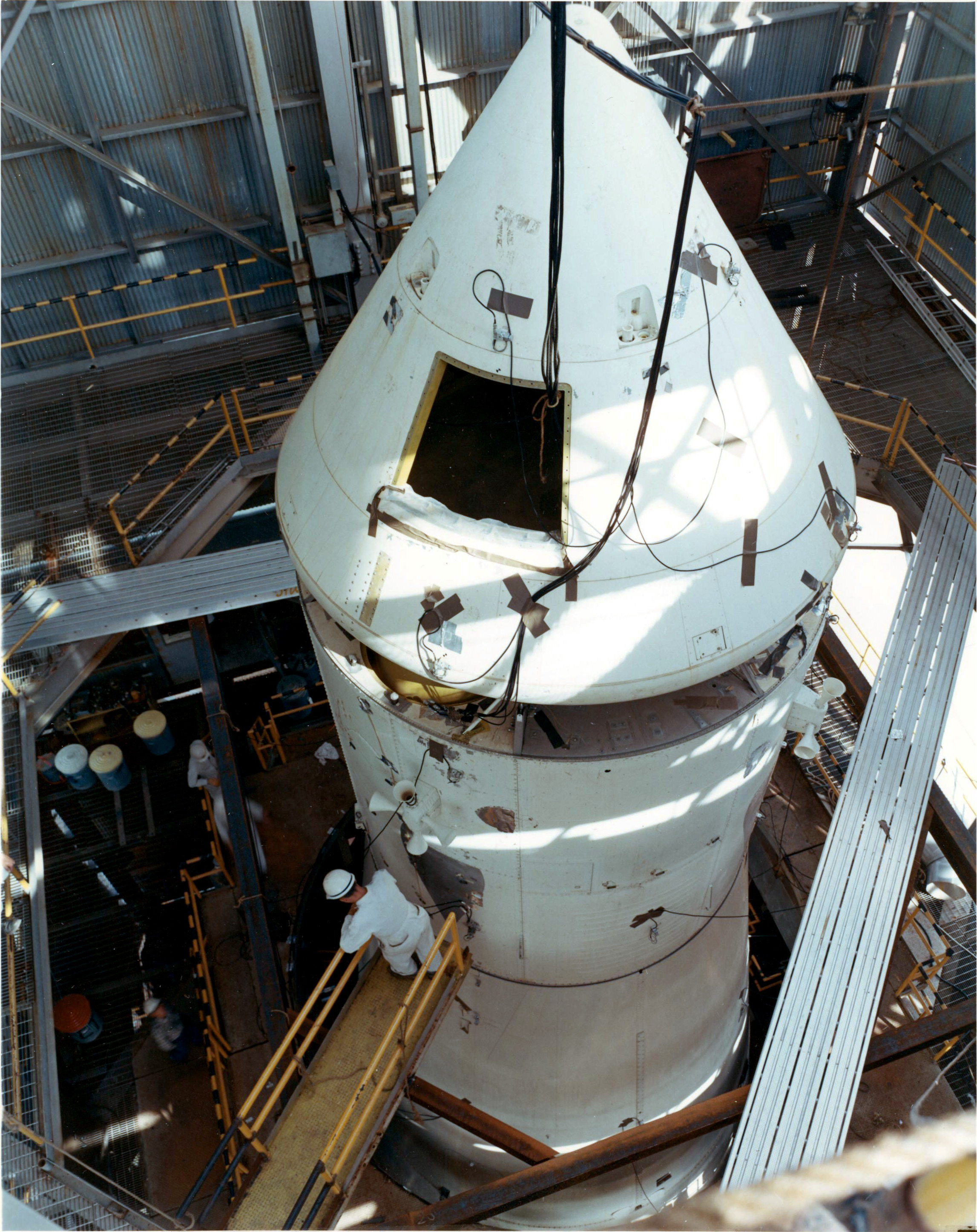
A BP–27

Az eszköz fejlesztése a rakéta csúcsától kezdődött. A teszteléshez nem volt szükség valós űrhajókkal, így a NASA ezt a részegységet (pontosabban a holdkomppal kiegészítve ezeket a részegységeket) működésképtelen, de élethű nagyságú és nagyjából megfelelő tömegű makettekkel helyettesítette. Így a rakéta tetejére a BP–27 űrhajómakett került, míg a holdkomp helyét az LTA–2 került. Mindkét eszköz tömegében, sőt a tömegközéppontjának a helyében, de alakjában is hasonló volt a valós űrhajókhoz. Maga a BP–27 és tetején a mentőtorony egyedi volt. Az űrhajó alá az SM–10 jelű műszaki egységet szerelték, emellett a holdkompot magába fogadó SLA–1 jelű holdkomp adapter is egyedileg erre a tesztre készült.
A BP–27 belsejét megtöltötték műszerrel, amely műszerkészlet a tesztek során méréseket végzett. Az űrhajómakettet 1964 szeptemberének végén jelentették készre a Marshall Űrközpontban. Nem sokkal később az LTA–2 is megérkezett az MSC-be és beépíthetőnek jelölték. Mindkét egységet később másra is használták. A BP–27 a Satun I dinamikus teszteléséhez is szolgált, majd később az SA–500F illesztési tesztjeihez is ezt használták. Az LTA–2-t később átalakították és LTA–2R jellel a világűrbe is eljutott az Apollo–6 kísérlet során, ahol aztán megsemmisült.

#### S–IVB–D
A harmadik fokozat volt az első, amely az MSC rendelkezésére állt, mivel azt az Saturn IB konfigurációban és a Saturn V konfigurációban egyaránt ki akarták próbálni és a Saturn IB próbapad előrébb tartott. A fokozatot a Douglas gyártotta Los Angeles mellett és 1964. december 8-án hajózták be – a gyáriak rögtönzött ünnepléssel engedték útjára az első elkészült példányt –, hogy egy vontatóhajón a Panama-csatornát átszelve New Orleans érintésével és a Mississippi, majd a Tennessee folyókon felhajózva elérje a Marshall Űrközpontot. A NASA 1965. január 4-én vette át Huntsville-ben, ugyanaznap, amikor a Saturn IB első fokozata az S–IB–D/F is megérkezett. A megérkezett rakétafokozatokat és a BP–27 űrhajómakettet ezután szerelték össze elsőként Saturn I konfigurációban a próbapadon, ahol 1965 februárja és szeptembere között folytak a tesztek, majd a próbák elvégeztével (és a Saturn V további elemeinek beérkeztével) később egy másik, Saturn V konfigurációban egy másik próbapadon.

#### Műszeregység
A Saturn V irányítórendszerének központja volt az IU (Instrument Unit – Műszeregység). Ez a részegység szerkezetileg egy gyűrű volt, amelyet az S–IVB tetején, közvetlenül az űrhajó alá szereltek, belsejében pedig az irányító számítógépet, illetve a szükséges vezetékezést helyezték el, amely irányította az űrhajó pályán tartását, a fokozatleválasztásokat, a hajtómű indításokat. Az IU-nak kettős rendeltetése volt. Egybefogadó funkció, azaz magába fogadta mindazt a berendezést és kapcsolódó egyebeket, amely a fő funkció betöltéséhez kellett, illetve egy szerkezeti funkció, azaz ez az egység tartott mindent, amelyet a szereléskor fölötte helyeztek el, így az Apollo űrhajót, a holdkompot és a mentőtornyot. A dinamikus tesztekhez ez utóbbi funkciója volt a lényeges, ennek működőképességét kellett igazolni.
A gyűrűt a Marshall Űrközpont gyártotta, míg a belsejében elhelyezett számítógépet az IBM. Utóbbi egy külön részleget hozott létre a holdrakéták számára gyártandó egységek számára, benne a számítógépgyártásban akkoriban elterjedő tisztatérrel. Itt kezdődhetett el a gyártás. Az MSC számára nem ez volt az első IU, már korábban vibrációs tesztekhez gyártott egy egységet, amelyet 1964 szeptember-november között használtak. Az S–IU–200D/500D a második volt a sorban (a jelölésnél a 200 jelentette a Satunr I-hez, az 500 a Saturn V-höz használt példányokat, de mivel a méret azonos volt, ezt a példányt használták mind a Saturn I konfigurációjú, mind a Saturn V konfigurációjú tesztek során.
A gyűrűt 1965 januárjában jelentette készre az MSC, az elektronikus komponenseket február 1-ig szerelte be az IBM. A Saturn I konfiguráció tesztjei 1965 februártól szeptemberig folytak, majd október 8-án kezdődött a Saturn V konfiguráció tesztsorozata az egység igénybevételével.

#### S–II–D

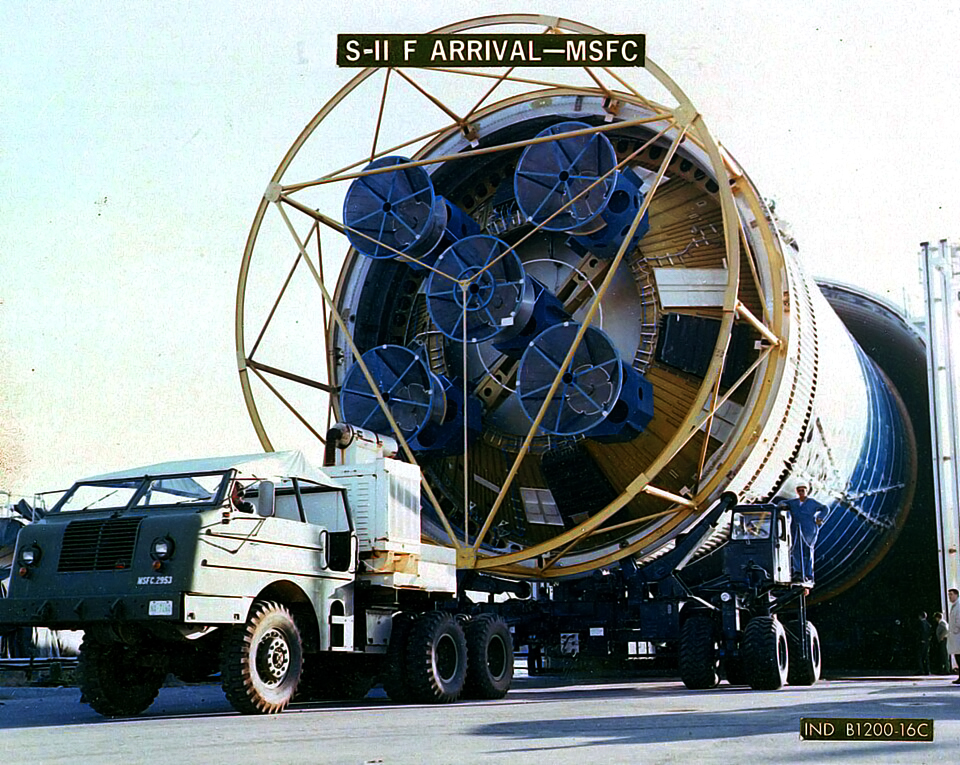
Az S–II a Marshall Űrközpontba érkezik

Az S–II–D története bonyolultan alakult. Először külön ehhez a teszthez rendelt a NASA a gyártó North Americantől egy példányt, ám 1965. február 19-én a rendelést lemondták. Tették ezt annak reményében, hogy majd egy másik teszthez is használatos példányt fognak ebbe a folyamatba is bevonni. Azonban az idő előrehaladtával két másik példány is, amelyet kijelöltek másodlagos felhasználásra a dinamikus teszteléshez, összetört. Végül a harmadik kijelölt szerkezet – amelyet eredetileg csak az AS–500F illesztési tesztjeire kívántak használni – lett a végül is felhasznált példány.
Az először a tesztekre kijelölt példány, az S–II–S („S”, mint „Structural”, azaz a strukturális próbákhoz szánt változat) volt, amelyet S–II–S/D-re változtattak, azaz a strukturális és a dinamikus teszteken is használni kívánták, 1965. január 31-én készült el Seal Beachen, a NA telepén, ám az strukturális tesztsorozatot egy 1965. szeptember 29-én végzett próba során nem élte túl, összetört (igaz, szándékosan a tűréshatáron túli terhelésnek vetették alá, így az a teszt sikeres maradt. A második kijelölt egység a teljes teszthez szánt példány volt, amit 1966 januárjában jelöltek ki a strukturális próbákra is. Februárban megkezdődött egy ellenőrzési folyamat a fokozaton, majd április-májusban öt hajtóműteszten esett keresztül a fokozat, amelyből az utolsón egy teljes működési időre kiterjedő hajtóműindítást szimuláltak. 1966. május 28-án egy nyomástesztet végeztek el rajta, hidrogénszivárgás után kutatva, de szerencsétlenségre a hidrogénnyomás szenzorok és kapcsolók nem voltak csatlakoztatva, így a hidrogéntartály felrobbant, amelynek következményeként öten könnyebben meg is sérültek a kiszolgálószemélyzetből.
Harmadikként egy S–II–F (azaz az összeszerelési tesztekre szánt verziót) jelöltek ki. Ezt 1966 február 20-án küldte el a North American Cape Kennedyre, ahová március 4-én érkezett meg. Ezt aztán beépítették az AS–500F rakétába, amelyet aztán 1966. május 25-én gördítettek ki a VAB-csarnokból a 39A indítóállásba. Rövid intermezzóként június 28-án visszarendelték a rakétát az Alma hurrikán elleni óvintézkedésként az összeszerelő csarnokba, majd június 10-én ismét kigördítették az indítóállásba. A tesztek egészen október 14-ig tartottak, amikor a rakétát ismét a VAB-ba szállították, és szétszerelték. A szétszerelést követően a rakéta részegységeit a Marshall Űrközpontba hajózták a Posseidon nevű bárkán és az S–II a BP–27 űrhajómakettel együtt beépítésre került a dinamikus teszt teljes kiépítésű rakétájába.

#### S–IC–D

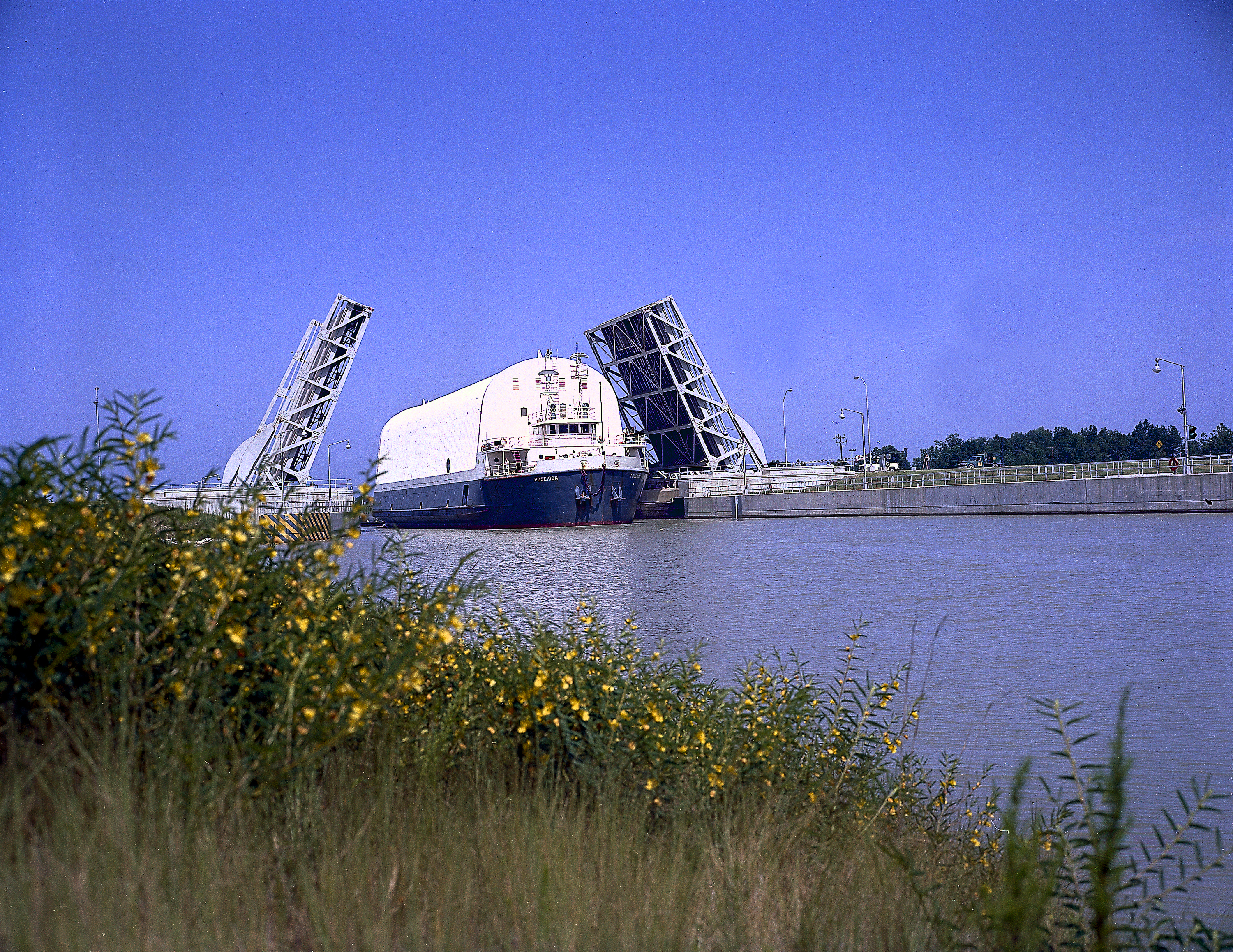
A Posseidon teherhajó

A Saturn V első fokozata volt minden részegység közül a leghatalmasabb. A fokozat tervezését és az első példányok készítését a Marshall Űrközpont mérnökei kezdték – így készült három fokozat a különböző tesztekhez, az S–IC–T a teljes teszthez, az S–IC–S a strukturális tesztekhez és sz S–IC–F az összeszerelési teszthez, majd újabb két fokozat (az S–IC–1 és az S–IC–2,, már repülőképes változatban a későbbi Apollo–4-hez és Apollo–6-hoz) –, amikor a NASA átadta a gyártást a Boeingnek. A repülőgépgyártó a MSC eszközeit örökölte a Michoud Összeszerelő Üzemben és így indulhatott a sorozatgyártás, amelynek első terméke a dinamikus tesztpéldány volt.
Az S–IC–D még építés alatt volt, amikor a Betsy nevű hurrikán lecsapott 1965. szeptember 9-én New Orleansra és komoly károkat okozott a michoudi épületekben, de magában a készülőfélben levő rakétafokozatban is. Ezek haladéktalan javítását követően 1965. október 6-án futott ki a NASA Posseidon bárkája a kész rakétafokozattal, hogy Cape Kennedyre szállítsa a rakományát. A tesztpéldányt 1966. január 13-án szerelték be a próbapadra.

### A próbák

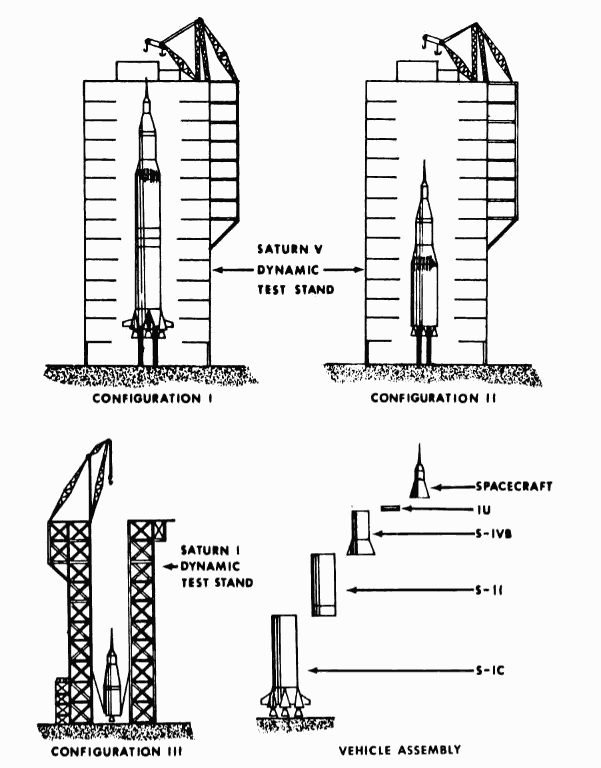
A három tesztkonfiguráció vázlata

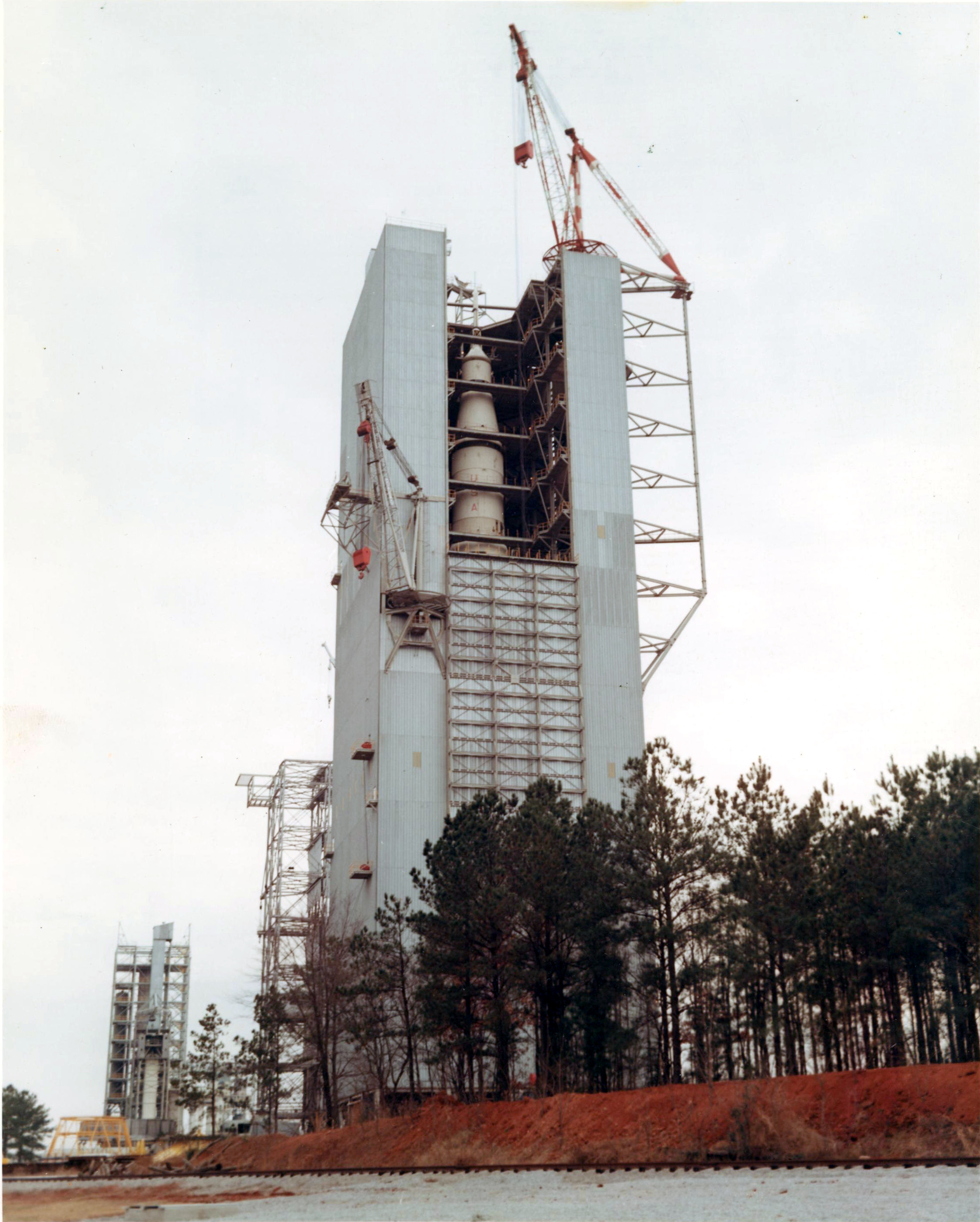
A próbapad az I-es konfiguráció tesztjei közben

A dinamikus tesztek végül három konfigurációban mentek végbe. Az I-es konfigurációban a teljes rakéta szerepelt, mintha a teljes Saturn V-öt indították volna útnak. A II-es konfigurációban azt próbálták, mintha az S–IC már levált és csak az S–II és az S–IVB haladt volna tovább. III-as konfiguráció pedig értelemszerűen csak a harmadik fokozat és az Apollo űrhajó továbbrepülését szimulálta.
A dinamikus tesztek céljai a következők voltak:
- Az űrjármű szerkezetének dinamikus karakterisztikájának meghatározása, a szimulált repülési feltételek között, amennyire az szimulálható
- A repülési érzékelők optimális helyének és a kísérleti adatátviteli funkciók meghatározása, az irányítórendszerek számára
- Az összeszerelési kapacitások meghatározása a rakétafokozatok és űrhajómodulok tekintetében
- A teszteredmények, majd az arra épülő újabb teszteredmények összehasonlítása a dinamikus teszteljárások és berendezések folyamatos fejlesztése során, hogy biztosítsák a pontosság lehető legnagyobb mértékét a jövőben fejlesztendő űrjármű szerkezetek számára
- Az űrjárművek dinamikus karakterisztikájának meghatározása olyan feltételek mellett, amelyek a VAB-csarnok és az indítóállás közötti szállítás során adódnak, amennyire ez szimulálható

A próbák a III-as konfigurációval kezdődtek 1965 végén, igaz nem a Saturn V, hanem a Saturn I próbapadján, miközben a Saturn V próbapadon az első és második fokozat beszerelése zajlott éppen. Az I-es konfiguráció próbái sokáig késtek, szükség volt hozzá a Saturn V mind az első, mint a második fokozatára. Előbbi 1966. január 13-án került felszerelésre a próbapadra, míg a második csak jóval később, 1966. november 10-én érkezett az MSC-ba, ahol november 23-án szerelték fel a próbapadra, 1966. november 30-án került a helyre a harmadik okozat, az IU és az Apollo makett és vált késszé a szerkezet a tesztre. Maguk a tesztek 1968 január-március között zajlottak. Eredményképpen „néhány apróbb rendellenesség jelentkezett, amelyek lehetséges mérnöki változtatásokat tettek szükségessé”.
A II-es konfigurációhoz előbb le kellett szerelni az első rakétafokozatot a próbapadról, hogy olyan körülményeket szimuláljanak, amikor az első fokozat már levált. A tesztelés során figyelték a rakétatest keresztirányú, hosszirányú és torziós elváltozásaira, amelyek a repülés során voltak várhatóak (ehhez a rakétát egy négy hidropneumatikus tartógerendára erősítették, amelyekkel szimulálták a repülés közbeni hatásokat, és amelyhez a mérnökök különböző mennyiségű ballasztot töltöttek be, hogy a röppálya egyes pontjain tudják imitálni a súlypont vándorlását).
A tesztek alatt 450 órányi kvázi repülési idő gyűlt, melynek során 800 mérési pontról gyűltek információk. A rázótesztek során hosszirányban 15 cm, oldalirányban 7-8 centiméter elmozdulási határok között tesztelték a rakétát. 1967. augusztus 3-án az MSC befejezettnek tekintette a tesztet és konklúzióként megállapították, hogy a Saturn V strukturálisan kész a startra. A jelentésben szóltak néhány szükséges módosításról amelyek elvégzése után három hónappal később megtörténhetett a rakéta első éles startja az Apollo–4 keretében.

## AS–500F

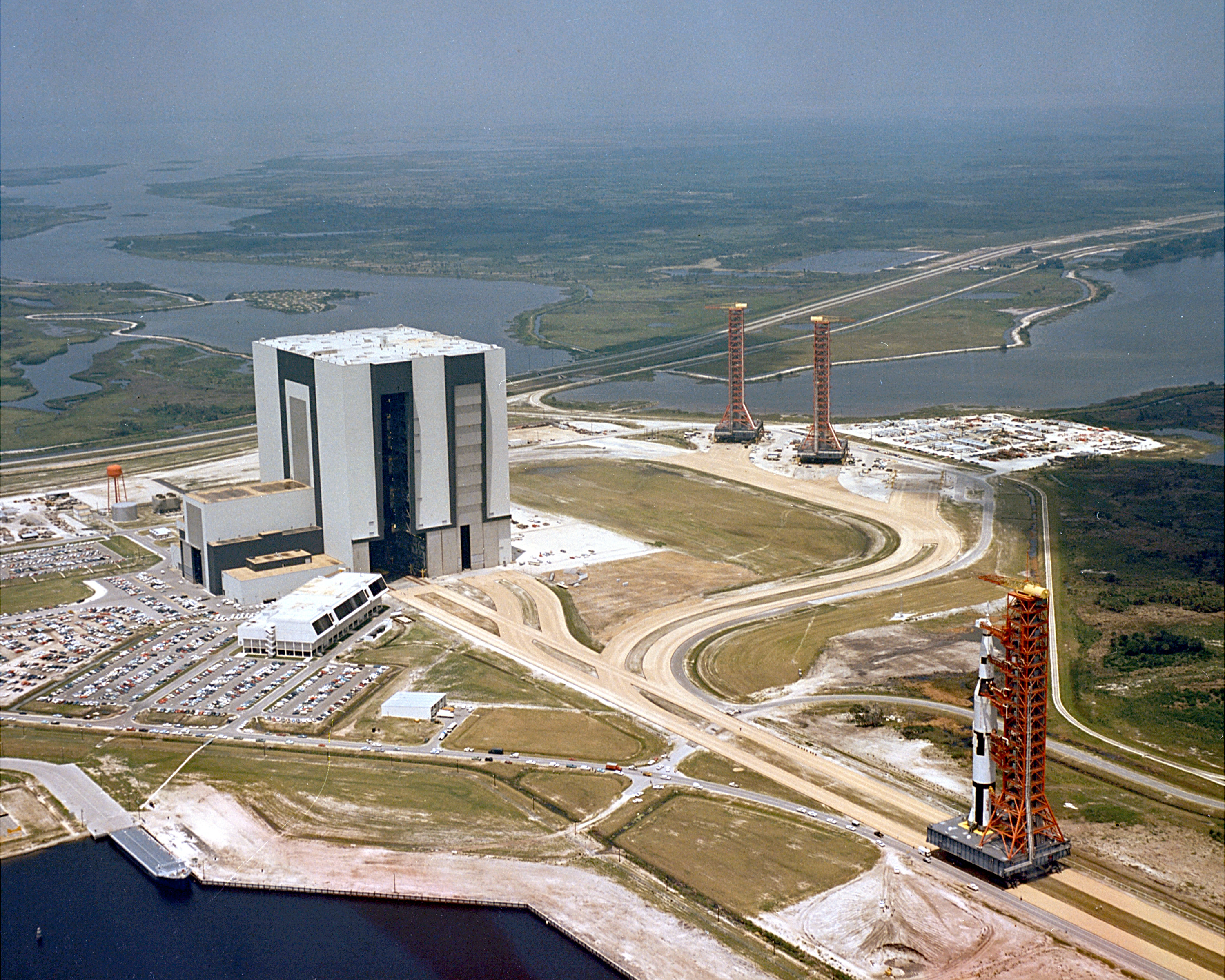
Az SA–500F úton a VAB-csarnoktól a 39-es indítóállás felé

Az AS–500D testvéreként egy másik kísérletsorozat, egy másik nem repülő Saturn V is épült, amelynek teljesen más feladatot szántak. A NASA egy komplett hardverrendszert állított fel a holdrepülések megvalósításához: a VAB-csarnokot, a Hernyótalpas Szállítójárművet, a 39-es startkomplexum két indítóállását, a Mobil Indítótornyokat, utakat, üzemanyag ellátó rendszereket stb. Ezek működőképességét még jóval a repülések előtt le kellett tesztelni, amelyhez nem kellett teljes értékű űrhajó, illetve rakétarendszer, ezért az űrügynökség úgy határozott, hogy tesztek természetesen lesznek, csak költséghatékony módon, egy makettel.
A cél érdekében AS–500F néven (vagy másképpen az Összeszerelés Integráltság Tesztjármű) létrehoztak egy külsejében tökéletesen a később repülő Saturn V-re hasonlító eszközt, amellyel gyakorolni lehetett az összeszerelést, a szállítást, a start előkészületeit, éppencsak a felbocsátást nem. A rakéta a standard 3 fokozatból állt, csak éppen az első fokozatba egyetlen működőképes F–1 hajtómű volt (a tesztekhez), feltölthető (és leereszthető) tartályai voltak, de azokat nem csatlakoztatták a hajtóművekhez, a repülést irányító IU (Instrument Unit) üres volt és a rakéta tetején helyet foglaló Apollo űrhajó is csak egy üres makett volt, repülésre nem volt alkalmas. Ezt az alkalmatosságot szerelték össze a VAB-csarnok 1-es összeszerelő öblében 1966. március 30-ig, az IU-val bezárólag. A tesztek fő alanyai a 250 tonnás daruk voltak, amelyek a kulcselemei voltak az összeszerelő csarnoknak. A darukezelők már korábban megkezdték a gyakorlást egy 9,5 méter átmérőjű, vízzel teli gömbtartállyal (a legendárium szerint az mehetett át a vizsgán, aki egy tojásra rá tudta ereszteni a függesztményt úgy, hogy az nem tört össze). A darukezelők a Mobil indítóállvány platformjára eresztették az első fokozatot, majd az 59 méteres magasságú szerkezet tetejére illesztették a második fokozatot, majd arra a harmadikat. Az űrhajó csak később érkezett meg, így annak végső helyére illesztése csak 1966. május 2-án történt meg.
Az „álrakéta” úgy volt megszerkesztve, hogy annak csatlakozói mind működőképesek legyenek, így az összes elektromos, üzemanyag és egyéb csatlakozást is beállították a technikusok az indítóállványhoz. A 39 elektromos és 232 pneumatikus kábel illesztése később jelentős csúszást okozott a tesztben, és a rakéta csak 1966. május 25-én gördült ki a VAB-csarnokból a hernyótalpas szállítójárművön, hogy a kb. 5 kilométeres utat megtegyék a 39A indítóállásig. A már célját ért rakétát később vissza kellett vinni az indítóállásból a csarnok menedékébe a Floridán átsöprő Alma hurrikán miatt. A visszaszállítás 1966. június 8-án ment végbe, majd június 10-én ismét megtette a szerelvény az utat az indítóállásig.
A teszt csúcspontja az ún. nedves teszt (wet test) volt, amelynek során feltöltötték a rakéta üzemanyag és oxidálószer rendszerét a megfelelő mennyiségű kerozinnal, hidrogénnel és oxigénnel. A teszt teljes sikert hozott minden tekintetben és utat nyitott egy éles rakétával való valós felbocsátás előtt. Az AS–500F-et 1966. október 14-én vonták vissza az indítóállásból és október 21-én szétszerelték.